# Буферний тиск
Буферний тиск (рос. буферное давление; англ. discharge pressure; нім. Dampferdruck m) — у галузі нафто-, газо-, водовидобування свердловинним способом — тиск на буфері свердловини.
Буферний тиск вимірюють в експлуатаційній колоні або в насосно-компресорних трубах в кулястому потовщенні гирлової арматури — буфері, який слугує для гасіння пульсацій тиску.